# Мармызовка
Мармы́зовка (укр. Мармизівка) – село, расположенное на территории Варвинского района Черниговской области (Украина).

## Известные уроженцы
- Васюк, Илья Акимович (1919—1969) — Герой Советского Союза.